# Anniko van Santen
Anniko Elisabeth van Santen (Zwolle, 19 april 1971) is een Nederlands televisiepresentatrice.

## Biografie
Van Santen werd geboren als dochter van een Hongaarse vader en een Nederlandse moeder. Na de echtscheiding van haar ouders nam ze de achternaam van haar moeder aan. Na het gymnasium studeerde ze een jaar psychologie.
Haar eerste televisie-ervaringen waren bij de lokale omroep van Roerdalen waar ze in haar vrije tijd werkte. Hier maakte zij onder andere een reportage over Bart de Graaff en B.O.O.S. Een opname hiervan belandde in 1989 bij RTL-Véronique, waar zij gevraagd werd als omroepster. Toen de omroepsters van de buis verdwenen, werkte ze mee aan RTL-Matinee en VillaLux (met Wessel van Diepen). Ook presenteerde Van Santen bij RTL 4 Dierbare Vrienden, Flora Magazine (de voorloper van Eigen Huis & Tuin) met Rob Verlinden, het muziekprogramma Music City, RTL Snowmagazine (met Daan Laroo) en Dat Kan Ik Ook! (magazine over stoppen met roken).
Van Santen kreeg landelijke bekendheid bij RTL 4, waar ze vanaf 1992 de doordeweekse en de zondagochtenduitzendingen van Telekids en het programma Cartoon Express presenteerde. Dit begon als studiowerk, maar nam haar later de hele wereld over om bijzondere dieren te bekijken in een samenwerking met het Wereld Natuur Fonds. Voor de oudere kinderen presenteerde Van Santen op zondagochtend na de Cartoon Express Teleteens. Dit programma heeft niet lang bestaan.
RTL 4 had inmiddels de rechten van Disney om gedurende drie jaar Disneyseries en -tekenfilms uit te zenden. Disney Festival en Disney Cartoon Express werden ook door Van Santen gepresenteerd.
In 2000 stapte ze over naar de publieke omroep. Eerst werkte ze bij de TROS. Daar presenteerde ze Het Wereld Natuur Nieuws, Anniko's Wilde Wereldreizen en Ranger Report.
Sinds 2002 werkt Van Santen bij de AVRO, vanaf 2014 AVROTROS. Voor deze omroep presenteerde zij verschillende programma's over dieren en natuur, zoals Alle dieren tellen mee, AVRO Dierenpark, Anniko's Wilde Wereldreizen en Natuuravontuur. Sinds 2005 presenteert ze Opsporing Verzocht, van 2011 tot 2014 samen met Frits Sissing.
Van Santen had een relatie met Remco van Leen, de voormalige directeur van eerst SBS6 en daarna NPO. Zij is moeder van een dochter (2001) en een zoon (2003).
Burgemeester Pieter Broertjes van Hilversum overhandigde haar in 2020 de koninklijke onderscheiding van ridder in de Orde van Oranje-Nassau.

## Televisieprogramma's
- Omroepster RTL 4
- RTL Matinee (1989)
- VillaLux (1990-1991)
- Dierbare Vrienden (1992-1993)
- RTL Snow Magazine (1992-1993)
- Flora Magazine (1992-1993)
- Music City (1993)
- Telekids (1992-1993)
- Cartoon Express (1993-1999)
- Teleteens (1993-1994)
- Disney Cartoon Express (1997-1999)
- Disney Festival (1997-1998)
- Dat Kan Ik Ook! (1999)
- The Masked Singer (2023) ze deed mee als het schaap in het 5e seizoen. Ze viel af na haar eerste aflevering.

RTL 5:
- Stoppen met Roken (2000)

TROS:
- Wereld Natuur Nieuws (2000)
- Ranger Report (2000-2001)
- Anniko's Wilde Wereldreizen (2000-2001)
- Flikken Maastricht (2012), als zichzelf (Aflevering Lief en Leed)[1]

AVRO:
- Alle dieren tellen mee (2001-2008)
- Natuuravontuur (2003)
- Anniko's Wilde Wereldreizen (2004-2005, 2008)
- AVRO Dierenpark (2004-2006)
- Van Tuin Naar Tafel (2005)
- Jungle Jury (2005)
- Dierenziekenhuis Rotterdam (2005)
- Opsporing Verzocht (2005-2014)[6]

AVROTROS (sinds september 2014):
- Opsporing Verzocht (2014-heden)
- Herinneringen voor het leven - Stop dementie (2022)